# Sphaerodactylus pacificus
Gekonek Sphaerodactylus pacificus je endemický druh plaza, který se vyskytuje výhradně na Kokosovém ostrově v Tichém oceánu. Tento drobný ještěr je významným příkladem adaptace izolovaných druhů na specifické podmínky ostrovního ekosystému.

## Popis

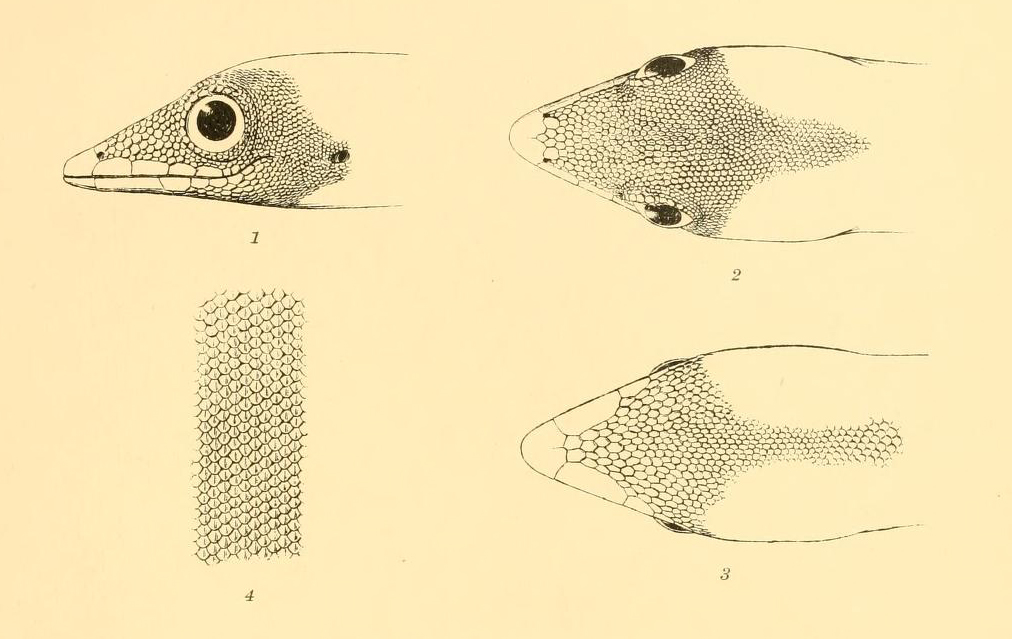
Detail hlavy

Sphaerodactylus pacificus je jedním z nejmenších zástupců svého rodu. Dospělí jedinci dosahují délky maximálně 9 cm, přičemž obvyklá velikost činí přibližně 5 cm. Oproti většině gekonů má tento druh kulaté zornice namísto vertikálních, což je jeden z jeho hlavních rozpoznávacích znaků. Dalším charakteristickým rysem jsou nohy bez zatažitelných drápků, které na koncích tvoří malé přilnavé polštářky umožňující pohyb po hladkých površích. Samci mají výrazné zbarvení, sloužící k přilákání samic. Hlava je jasně oranžová, tělo šedohnědé s modravými postranními skvrnami a ocas zakončený bílou špičkou.

## Výskyt
Tento druh obývá široké spektrum stanovišť na ostrově, od pobřeží s naplaveným materiálem až po vlhké lesní zóny v nadmořské výšce okolo 375 m. Často se ukrývá pod listy kokosových palem a jinými zbytky vegetace. Navzdory ekologickým tlakům způsobeným zavlečením nepůvodních druhů, jako jsou zdivočelé kočky a krysy, se Sphaerodactylus pacificus úspěšně adaptoval. Výzkumy naznačují, že jeho populace je stabilní a dokonce mírně roste. Z tohoto důvodu je zařazen mezi druhy s nízkým rizikem vyhynutí podle Mezinárodního svazu ochrany přírody (IUCN).